# Ricinoides
Genre
Synonymes
- Cryptostemma Guerin-Meneville, 1838 nec Herrich-Schaeffer, 1835

Ricinoides est un  genre de ricinules de la famille des Ricinoididae.

## Distribution
Les espèces de ce genre se rencontrent en Afrique de l'Ouest et en Afrique centrale.

## Liste des espèces
Selon Ricinuleids of the World (version 1.0) :
- Ricinoides afzelii (Thorell, 1892)
- Ricinoides atewa Naskrecki, 2008
- Ricinoides crassipalpe (Hansen & Sørensen, 1904)
- Ricinoides feae (Hansen, 1921)
- Ricinoides hanseni Legg, 1976
- Ricinoides karschii (Hansen & Sørensen, 1904)
- Ricinoides leonensis Legg, 1978
- Ricinoides megahanseni Legg, 1982
- Ricinoides olounoua Legg, 1978
- Ricinoides sjostedtii (Hansen & Sørensen, 1904)
- Ricinoides westermannii (Guérin-Méneville, 1838)

et décrites depuis :
- Ricinoides eburneus Botero-Trujillo, Sain & Prendini, 2021
- Ricinoides iita Botero-Trujillo, Sain & Prendini, 2021
- Ricinoides kakum Botero-Trujillo, Sain & Prendini, 2021
- Ricinoides nzerekorensis Botero-Trujillo, Sain & Prendini, 2021
- Ricinoides taii Botero-Trujillo, Sain & Prendini, 2021

## Publications originales
- Ewing, 1929 : « A synopsis of the American arachnids of the primitive order Ricinulei. » Annals of the Entomological Society of America, vol. 22, p. 583–600.
- Guérin-Méneville, 1838 : « Note sur l'Acanthoden et sur le Cryptostemme, nouveaux genres d'Arachnides. » Revue Zoologique, vol. 1, p. 10-14 (texte intégral).